# Izba Przedstawicieli Palau
Izba Przedstawicieli Palau – izba niższa Kongresu Narodowego Palau. W skład Izby Przedstawicieli wchodzi 16 członków (po jednym z każdego okręgu), wybieranych na czteroletnie kadencje. Izba Przedstawicieli Palau powstała w 1981 roku, po ogłoszeniu przez Palau niepodległości. Żaden z członków Izby Przedstawicieli ósmej kadencji (2009-2012) nie należy do partii politycznej.